# Лий Уикс
Лий Уикс (на английски: lee Weeks) е английска писателка на бестселъри в жанра трилър.

## Биография и творчество
Лий Уикс е родена през 1958 г. в Девън, Англия. Баща ѝ е детектив, а майка ѝ – медицинска сестра. Има две по-големи сестри. Увлеча се по рисуването. В училище и подложена на тормоз от двама учители и на 14-годишна е изнасилена. Завършва средно образование на 16 г. и постъпва в колеж по изкуства. На 17 години напуска колежа и отива в Швеция, където се препитава като уличен художник. После пътува във Франция, и за кратко живее в Париж. След това на 21 години се установява в Германия и работи в бар като сервитьорка и DJ. Връща се в Англия, за да учи, но след година-две, на 23 години заминава с проятеля си в Югоизточна Азия, живее в Хонконг и работи като модел. Там става наркоманка и попада в мрежите на триадите като секс робиня в нощен клуб.
С помощта на виден адвокат от Хонконг се завръща в Англия, подлага се на метадонова терапия срещу пристрастяването си към хероин и завършва образованието си. Работи като известно време като учител по английски и личен фитнес треньор. През 1983 г. се омъжва за приятеля си от колежа Пол Уикс и се преместват в Лондон. Имат две деца – Джини и Робърт. Развеждат се 20 години по-късно. След развода решава да опита да пише, за да се издържа.
Първият ѝ роман „The Trophy Taker“ (Колекционерът на трофеи) от поредицата „Детектив Джони Ман“ е издаден през 2008 г. Главният герой, хонгконкския детектив Джони Ман, разследва поредица серийни убийства. Но с последния случай нещата стават лични. Романът става бестселър в списъка на „Сънди Таймс“ и я прави известна.
В част от произведенията си влага личните си впечатления и преживявания.
Лий Уикс живее със семейството си в Девън. Патрон е на Службата по изнасилванията и сексуалния тормоз в града.

## Произведения

### Серия „Детектив Джони Ман“ (Detective Johnny Mann)
1. The Trophy Taker (2008)
2. The Trafficked (2008)
3. Death Trip (2009)
Смъртоносно пътуване, изд. „Прес“ (2014), прев. Мариана Николова
4. Kiss and Die (2010)
Смъртоносна целувка, изд. „Прес“ (2015), прев. Вергил Немчев

### Серия „Детектив Ебони Уилис“ (D.C. Ebony Willis)
1. Dead of Winter (2012)
2. Cold as Ice (2013)
3. Frozen Grave (2014)
4. Cold Justice (2015)
5. Cold Killers (2016)
6. Cold Revenge (2017)